# Les Échelles
Les Échelles – miejscowość i gmina we Francji, w regionie Owernia-Rodan-Alpy, w departamencie Sabaudia.

## Demografia

Populacja Les Déserts w latach 1962–2008

Według danych na rok 1990 gminę zamieszkiwało 1246 osób, a gęstość zaludnienia wynosiła 332 osób/km² (wśród 2880 gmin regionu Rodan-Alpy Les Échelles plasuje się na 665. miejscu pod względem liczby ludności, natomiast pod względem powierzchni na miejscu 1603.).